# Nebria
Nebria este un gen de gândaci la sol nativi pentru Palearctica, Orientul Apropiat și Africa de Nord. Există peste 440 de specii care fac parte din acest gen.